# Pierluigi Gigante
Pierluigi Gigante (Salerno, 6 luglio 1989) è un attore italiano.

## Biografia
Nipote del calciatore Luigi Gigante, è cresciuto nel rione Carmine. Dopo aver conseguito la maturità scientifica al Liceo Giovanni Da Procida si dedica agli studi di recitazione a Roma. Esordisce nel mondo dello spettacolo nel 2008 fra le file dei boys di Carràmba! Che fortuna. Nel 2019 interpreta il ruolo di Gaetano nella quarta stagione di Gomorra - La serie e quello del macellaio Carmine Amoroso nella fiction Imma Tataranni - Sostituto procuratore.    
Il suo esordio cinematografico come protagonista è nel film Mors Tua Vita Mea di Salvatore Metastasio, a cui segue quello in Nata per te in cui interpreta Luca Trapanese, primo gay single ad ottenere l'affidamento di una bambina con la sindrome di Down. Nel 2024 recita in Il protagonista, esordio alla regia di Fabrizio Benvenuto, mentre nel 2025 interpreta l'agente Salvatore Lovato in ACAB - La serie su Netflix. 

## Filmografia

### Cinema
- Mors Tua Vita Mea, regia di Salvatore Metastasio (2020)
- La terra dei figli, regia di Claudio Cupellini (2021)
- Nata per te, regia di Fabio Mollo (2023)
- Il protagonista, regia di Fabrizio Benvenuto (2024)

### Televisione
- Imma Tataranni - Sostituto procuratore – serie TV, episodio 1x02 (2019)
- Gomorra - La serie - serie TV, episodio 4x04 (2019)
- ACAB - La serie – serie TV (2025)
- Gerri - serie tv, episodio 1x04 (2025)